# メッセンジャー (競走馬)
メッセンジャー（Messenger、1780年 - 1808年）はイギリスの競走馬。のちアメリカ合衆国に渡り、スタンダードブレッドの重要な基礎種牡馬となった。その名は今もスタンダードブレッドによって行われるペース競走（繋駕速歩競走の一種）の大レースメッセンジャーステークスとして残っている。

## 生涯
現役時代は3-5歳の間にイギリスのニューマーケットで走り、14戦8勝の戦績を残している。その後、1788年5月にトーマス・ベンジャーによってアメリカ合衆国に輸入された。18世紀以降、数多くのサラブレッドがアメリカに輸出されるのだが、メッセンジャーはその中でも比較的早くアメリカに渡った一頭であった。同時期に第1回エプソムダービー馬ダイオメドもアメリカの土を踏んでいる。
アメリカに渡った初めての年はペンシルベニア州のフィラデルフィアで供用されている。そして1793年にはヘンリー・アスターに売却され、さらに1796年、コーネリアスW.ヴァン・ランストに売却された。
メッセンジャーはアメリカで種牡馬として成功し、1806年にはマンブリノIIを輩出した。このマンブリノIIはスタンダードブレッドの根幹種牡馬であるハンブルトニアン10の父の父である。このほかスタンダードブレッドの成立過程においてはメッセンジャーが大きくかかわっており、ハンブルトニアン10にもメッセンジャーのかなり強いインブリードが含まれている。マンブリノII以外にも多くの産駒を残しており、スタンダードブレッドのほか、アメリカ乗用馬やテネシー乗用馬など多くの馬種の礎となった。サラブレッドの父としてはそれほど成功したわけではないが、最初期のアメリカ名馬アメリカンエクリプスの母の父となっているように、現在への影響も皆無ではない。
そして1808年にニューヨーク州で死亡し埋葬された。このころにはメッセンジャーの種牡馬としての名声は大きくなっており、死亡したときには大砲が撃たれ弔われたという。

## 血統表
| メッセンジャーの血統（フライングチルダーズ系 / Cade3×4=18.75% Godolphin Arabian4×4.5=15.62%） | メッセンジャーの血統（フライングチルダーズ系 / Cade3×4=18.75% Godolphin Arabian4×4.5=15.62%） | メッセンジャーの血統（フライングチルダーズ系 / Cade3×4=18.75% Godolphin Arabian4×4.5=15.62%） | （血統表の出典）     | （血統表の出典）  |
| 父 Mambrino 1768 芦毛                                                                         | 父の父Engineer 1756 鹿毛                                                                      | Sampson                                                                                       | Blaze                | Blaze             |
| 父 Mambrino 1768 芦毛                                                                         | 父の父Engineer 1756 鹿毛                                                                      | Sampson                                                                                       | Hip Mare             |                   |
| 父 Mambrino 1768 芦毛                                                                         | 父の父Engineer 1756 鹿毛                                                                      | Y.Greyhound Mare                                                                              | Y.Greyhound          | Y.Greyhound       |
| 父 Mambrino 1768 芦毛                                                                         | 父の父Engineer 1756 鹿毛                                                                      | Y.Greyhound Mare                                                                              | Curwen Bay Bard Mare |                   |
| 父 Mambrino 1768 芦毛                                                                         | 父の母Cade Mare 1751 芦毛                                                                     | Cade                                                                                          | Godolphin Arabian    | Godolphin Arabian |
| 父 Mambrino 1768 芦毛                                                                         | 父の母Cade Mare 1751 芦毛                                                                     | Cade                                                                                          | Roxana               |                   |
| 父 Mambrino 1768 芦毛                                                                         | 父の母Cade Mare 1751 芦毛                                                                     | Little John Mare                                                                              | Little John          | Little John       |
| 父 Mambrino 1768 芦毛                                                                         | 父の母Cade Mare 1751 芦毛                                                                     | Little John Mare                                                                              | Favourite            |                   |
| 母 Turf Mare 1774 黒鹿毛                                                                      | 母の父Turf 1760 鹿毛                                                                          | Matchem                                                                                       | Cade                 | Cade              |
| 母 Turf Mare 1774 黒鹿毛                                                                      | 母の父Turf 1760 鹿毛                                                                          | Matchem                                                                                       | Partner Mare         |                   |
| 母 Turf Mare 1774 黒鹿毛                                                                      | 母の父Turf 1760 鹿毛                                                                          | Starling Mare                                                                                 | Starling             | Starling          |
| 母 Turf Mare 1774 黒鹿毛                                                                      | 母の父Turf 1760 鹿毛                                                                          | Starling Mare                                                                                 | Romp                 |                   |
| 母 Turf Mare 1774 黒鹿毛                                                                      | 母の母Regulus Mare 1761 鹿毛                                                                  | Regulus                                                                                       | Godolphin Arabian    | Godolphin Arabian |
| 母 Turf Mare 1774 黒鹿毛                                                                      | 母の母Regulus Mare 1761 鹿毛                                                                  | Regulus                                                                                       | Grey Robinson        |                   |
| 母 Turf Mare 1774 黒鹿毛                                                                      | 母の母Regulus Mare 1761 鹿毛                                                                  | Starling Mare                                                                                 | Bolton Starling      | Bolton Starling   |
| 母 Turf Mare 1774 黒鹿毛                                                                      | 母の母Regulus Mare 1761 鹿毛                                                                  | Starling Mare                                                                                 | Fox Mare F-No.1      |                   |